# Distretto di Polonnaruwa
Il distretto di Polonnaruwa è un distretto dello Sri Lanka, situato nella provincia Centro-Settentrionale e che ha come capoluogo Polonnaruwa.